# Stolpersteine in Oslo

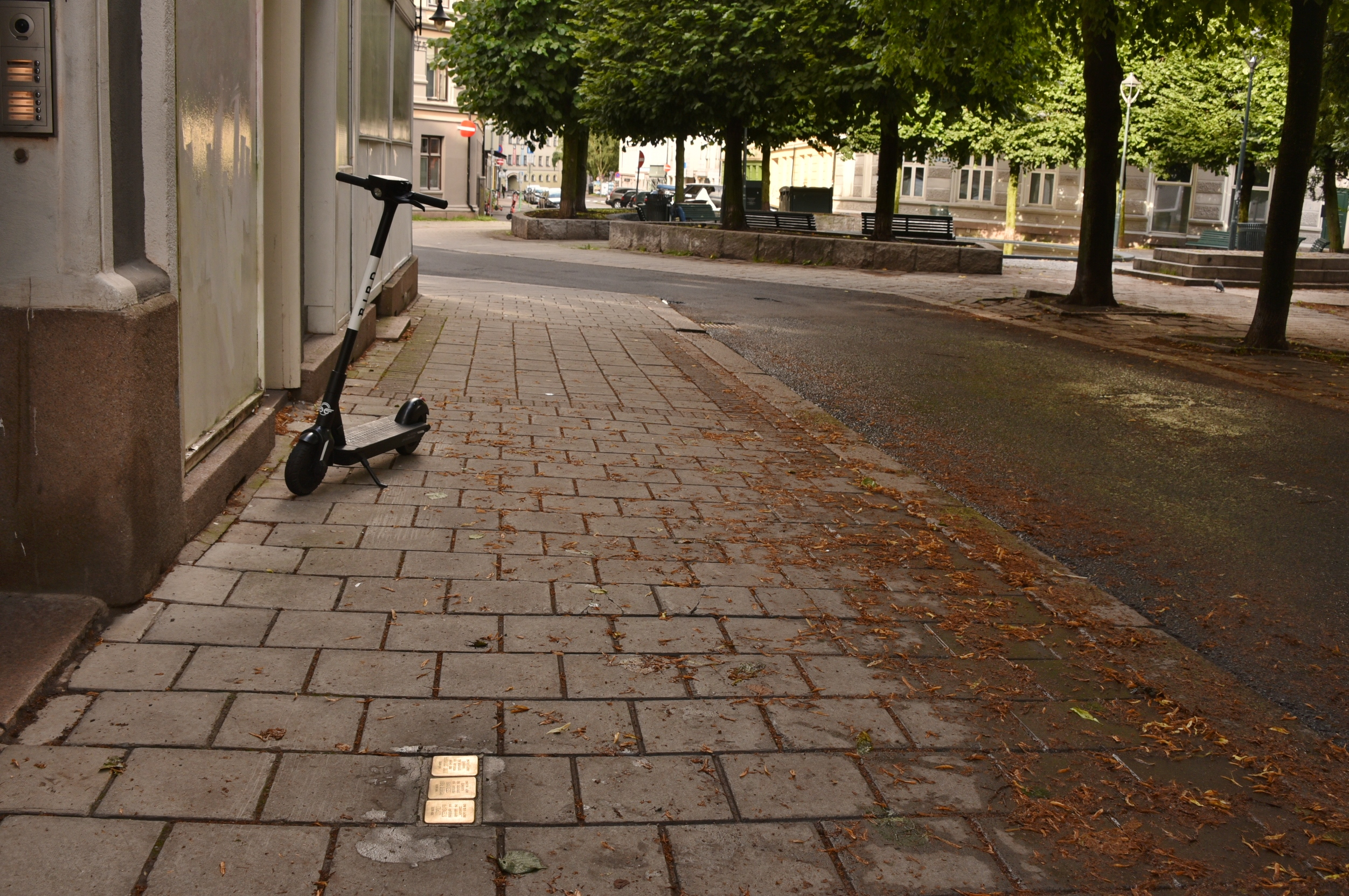
Stolpersteine in Grünerlokka

Stolpersteine in Oslo ist eine Überblicksseite und eine Liste der Listen. Die Stolpersteine in Oslo, derzeit 439, wurden vom deutschen Künstler Gunter Demnig konzipiert und in den meisten Fällen auch persönlich verlegt. Stolpersteine erinnern an das Schicksal der Menschen, die von den Nationalsozialisten ermordet, deportiert, vertrieben oder in den Suizid getrieben wurden. Im Regelfall liegen die Stolpersteine vor dem letzten selbstgewählten Wohnort des Opfers. Stolpersteine werden auf Norwegisch snublesteiner genannt.
Geplant ist, für alle jüdischen Opfer des Landes jeweils einen Stolperstein zu verlegen.

## Holocaust in Norwegen

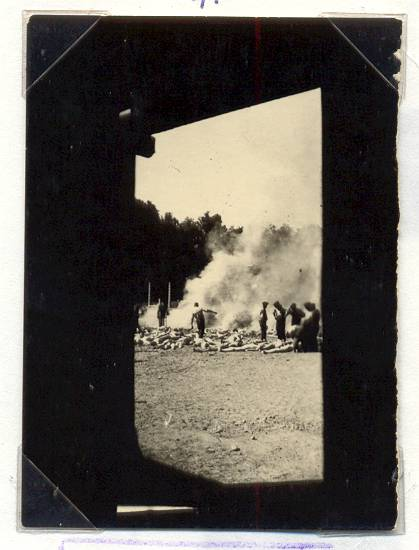
Verbrennung von Leichen im KZ Auschwitz-Birkenau. Eine der Sonderkommando-Fotografien, heimlich aufgenommen von einem Häftling, 1944

Norwegen war von 9. April 1940 bis 8. Mai 1945 von deutschen Truppen besetzt. Damals befanden sich rund 2.100 jüdische Norweger und Flüchtlinge aus Mitteleuropa im Land. Von diesen konnten sich rund tausend Personen ins neutrale und nicht besetzte Schweden retten. Unmittelbar nach dem Einmarsch deutscher Truppen begannen Hetzkampagnen gegen Juden und die Arisierung in Norwegen. Den Juden im Land wurde Schritt für Schritt all ihr Hab und Gut geraubt. Im Spätherbst 1942 erfolgten die ersten Massenverhaftungen. Am 26. November 1942 wurden von norwegischer Polizei und Gestapo 532 norwegische Juden (302 Männer, 188 Frauen und 42 Kinder) der SS übergeben. Sie gelangten mit einem Frachtschiff der Norddeutschen Lloyd, der Donau, nach Stettin und wurden von dort in das KZ Auschwitz-Birkenau deportiert. 346 von ihnen, darunter alle Frauen und Kinder, wurden unmittelbar nach der Ankunft am 1. Dezember 1942 in den Gaskammern ermordet. 186 Männer überstanden die Selektion und bekamen die Nummern 79064 bis 79249 eintätowiert. Nur neun von ihnen konnten die Shoah überleben. Am 25. Februar wurden weitere 158 Juden mit der Gotenland nach Stettin verschifft und über Berlin nach Auschwitz gebracht. 28 Männer wurden als arbeitsfähig eingestuft, die anderen sofort ermordet. Dies geschah am 3. März 1943.
Das norwegische Stolpersteinprojekt steht unter Patronanz des Jødisk Museum i Oslo, des Jüdischen Museums von Oslo. Alle im Lande verlegten Stolpersteine für jüdische Opfer wurden auf dessen Website snublestein.no dokumentiert, stets mit einer Biografie, zumeist auch mit einem Porträtfoto des Opfers. Im Jahr 2023 erhielt das Jødisk Museum i Oslo den Kulturpreis der Stadt Oslo für das Projekt Stolpersteine in Oslo.

## Stolpersteine in Oslo
Stand von August 2021

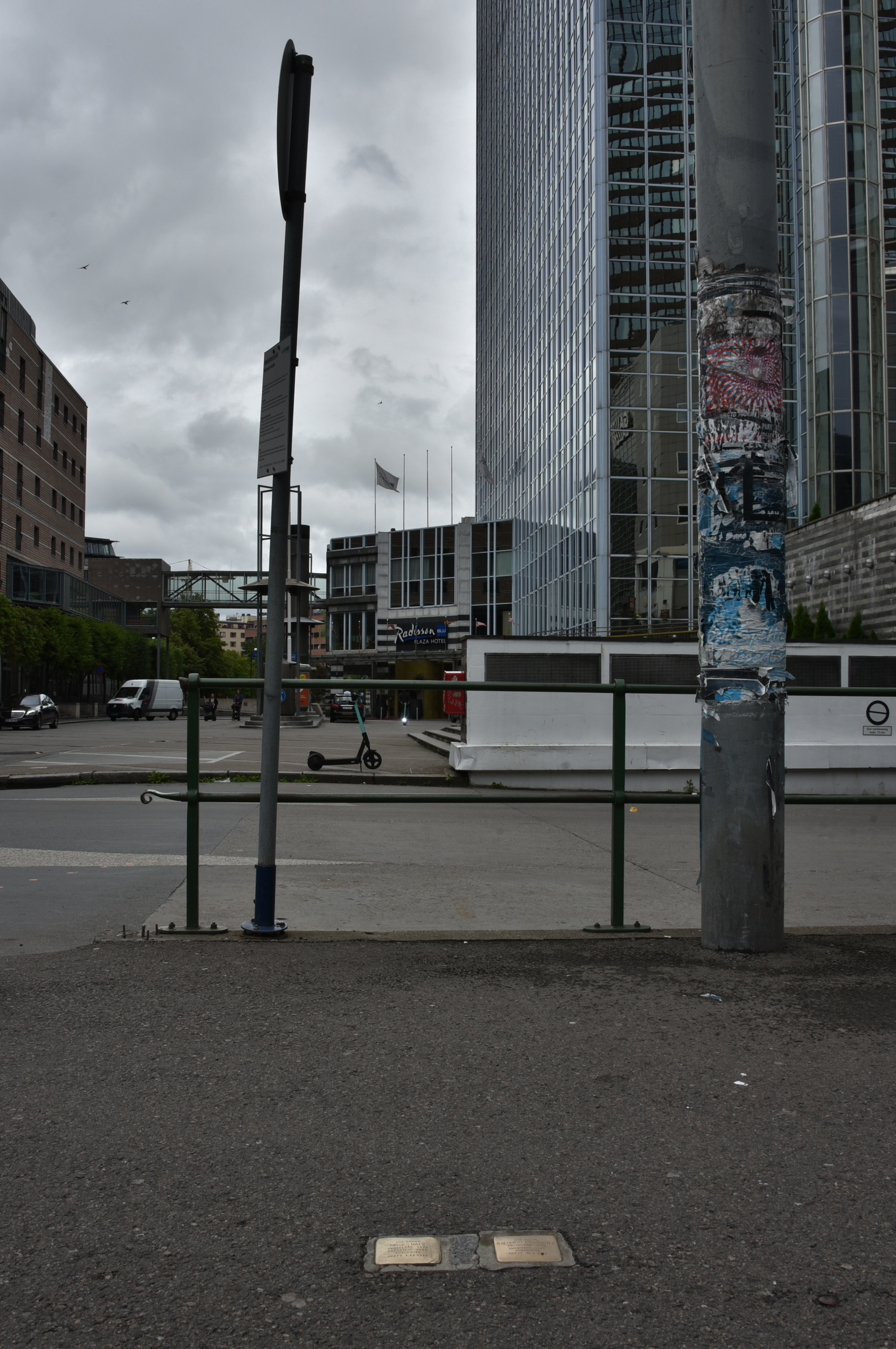
Stolpersteine im Sentrum

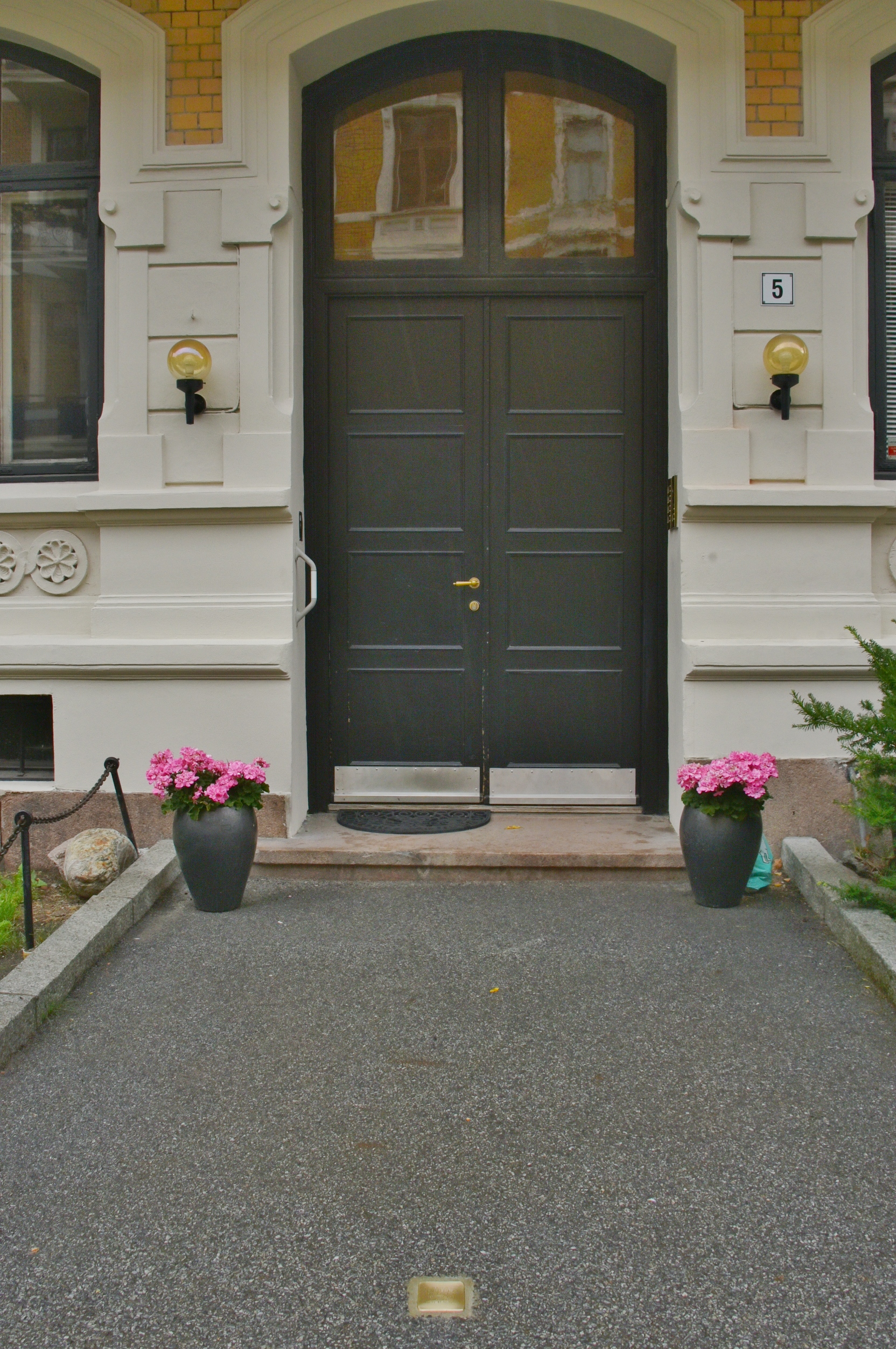
Stolperstein in Frogner

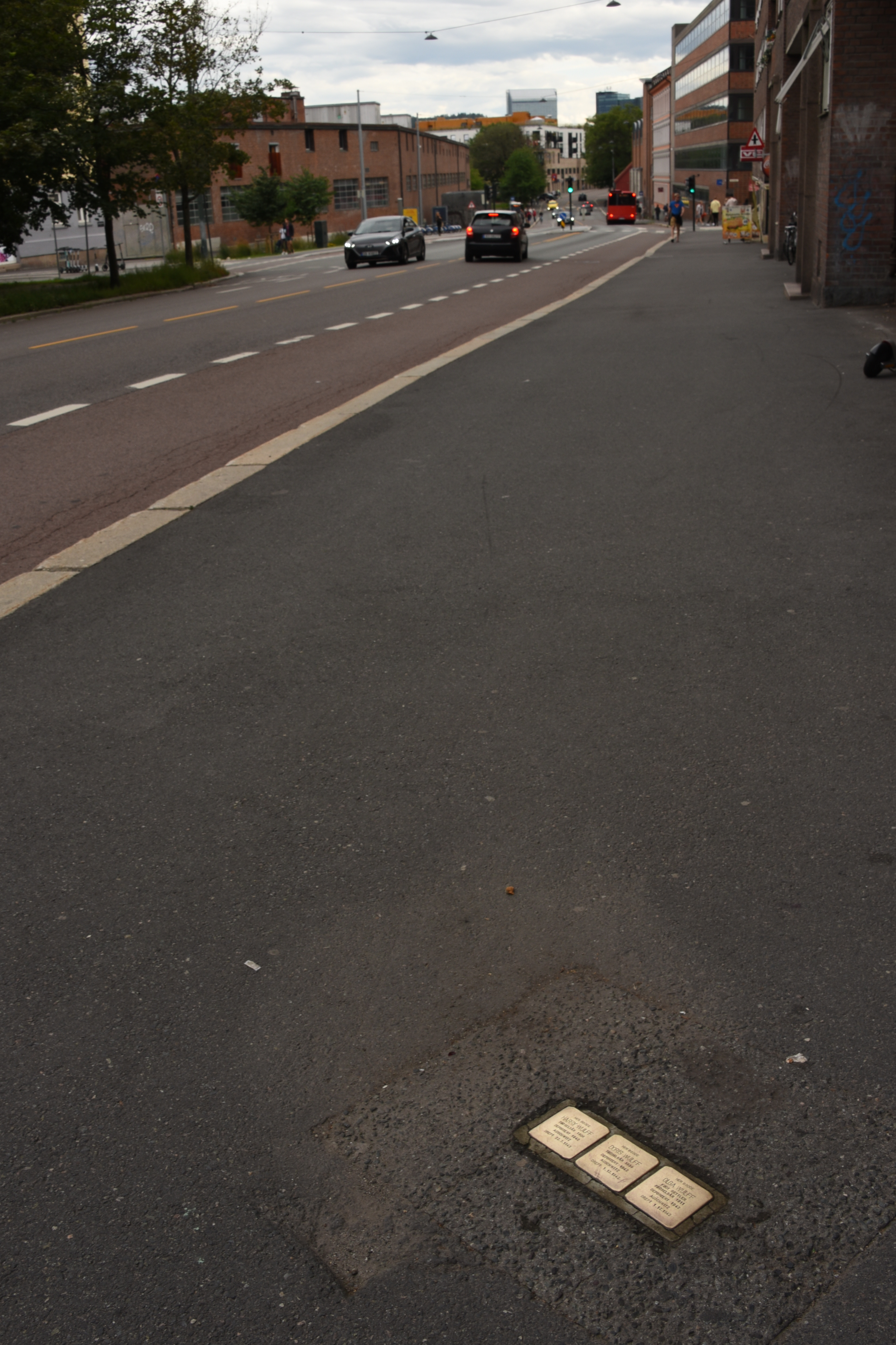
Stolpersteine in St. Hanshaugen

Im Großraum Oslo lebt rund ein Drittel der norwegischen Bevölkerung. Bei den Stolpersteinen ist die Konzentration auf den Hauptstadtraum noch deutlicher: 60 % aller bislang in Norwegen verlegten Stolpersteine finden sich in Oslo. Aufgrund der hohen Zahl an Stolpersteinen in Oslo wurden Stolperstein-Listen für jeden Stadtteil angelegt, in dem Stolpersteine verlegt wurden.
Die Stolpersteine von Oslo sind – mit Ausnahme zweier Widerstandskämpfer – ausschließlich jüdischen Opfern gewidmet. Sie wohnten über nahezu alle Bezirke verstreut, denn einige von ihnen waren konvertiert, weitere praktizierten ihre Religion nicht und mussten daher nicht nahe einer Synagoge wohnen. Viele der Opfer waren Flüchtlinge, die erst nach der Machtergreifung Hitlers und der NSDAP im Januar 1933 nach Norwegen gekommen waren – in der trügerischen Sicherheit, im neutralen Norwegen Schutz vor den NS-Schergen und ihrem Judenhass gefunden zu haben. Mit der Besetzung des Landes rechnete noch bei Kriegsausbruch im Herbst 1939 niemand, war doch alle Aufmerksamkeit erst auf den Überfall auf Polen, danach auf den Westfeldzug gerichtet.

### Weitere Stadtteile
In Nordstrand in Oslo-Süd wurden zehn Stolpersteine an drei Adressen verlegt. In Oslo-West finden sich Stolpersteine in drei Stadtteilen, zwölf in Nordre Aker, drei in Ullern und einer in Vestre Aker.

## Stolpersteine für Widerstandskämpfer
Die deutschen Besatzer töteten während der fünfjährigen Besatzungszeit 1.433 norwegische Widerstandskämpfer, darunter 255 Frauen. Tormod Nygaard und Ottar Lie sind die einzigen, denen bislang in Oslo Stolpersteine gewidmet wurden. Für viele Widerstandskämpfer wurden bereits in den ersten Jahren nach dem Untergang des NS-Regimes Denkmäler errichtet. Lie wurde verhaftet, gefoltert und am 1. März 1943 standrechtlich erschossen. Sein Stolperstein liegt im Stadtteil Gamle Oslo. Nygaard wurde ebenfalls gefoltert und am 30. Oktober 1944 nach mehr als 21 Monaten Haft in Tandrum standrechtlich erschossen. Sein Stolperstein liegt im Stadtteil Frogner.
Weitere Stolpersteine für Widerstandskämpfer wurden in Flekkefjord verlegt.